# Bradlové pásmo
Bradlové pásmo este o arie protejată (arie specială de conservare — SAC, sit de importanță comunitară — SCI) din Slovacia întinsă pe o suprafață de 50,24 ha, integral pe uscat.

## Localizare
Centrul sitului Bradlové pásmo este situat la coordonatele 49°11′59″N 20°57′28″E / 49.199795°N 20.957724°E.

## Înființare
Situl Bradlové pásmo a fost declarat sit de importanță comunitară în septembrie 2015 pentru a proteja 1 specie de animale. Situl a fost protejat și ca arie specială de conservare în octombrie 2017.

## Biodiversitate
Situată în ecoregiunea alpină, aria protejată conține 5 habitate naturale: Fânețe de joasă altitudine (Alopecurus pratensis, Sanguisorba officinalis), Formațiuni de Juniperus communis pe lande sau pajiști calcaroase, Pajiști carstice calcaroase sau bazofile, de Alysso-Sedion albi, Pante stâncoase calcaroase cu vegetație casmofită, Pajiști uscate seminaturale și facies de acoperire cu tufișuri pe substraturi calcaroase (Festuco-Brometalia) (* situri importante pentru orhidee).
La baza desemnării sitului se află o specie protejată de  mamifere: popândău (Spermophilus citellus).